# マイク・チャーノフ (野球エグゼクティブ)

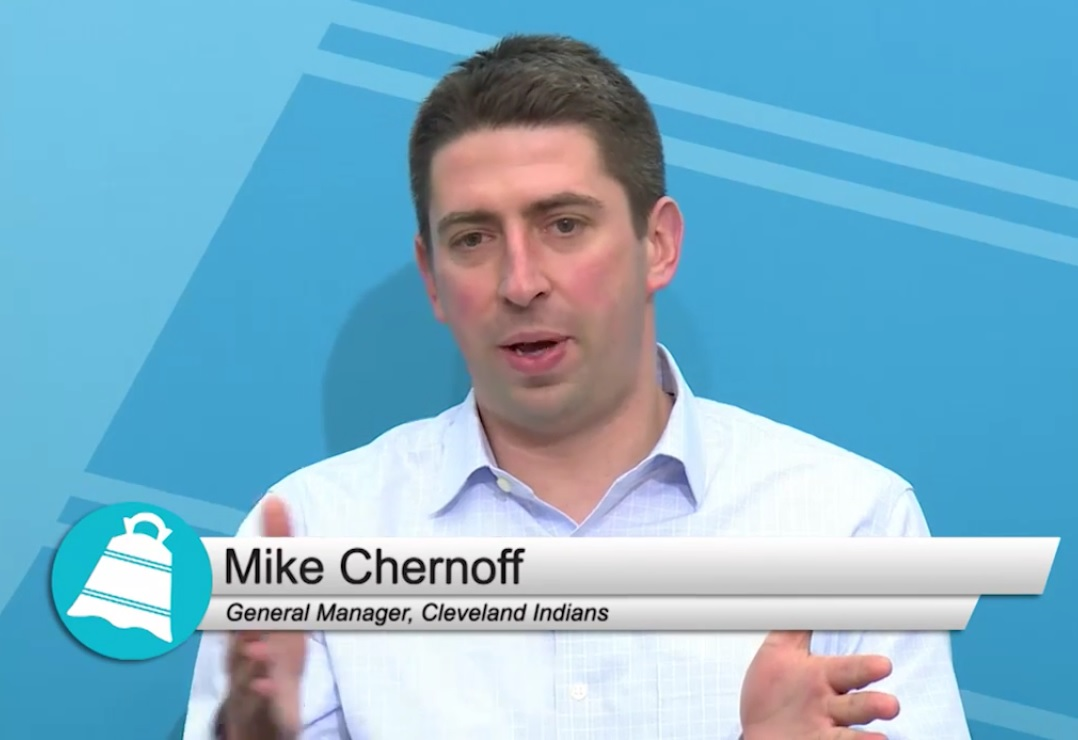

マイケル・チャーノフ（Michael Chernoff 1981年 - ）は、MLB・クリーブランド・ガーディアンズのゼネラルマネージャー （GM）（2015年10月 - ）。

## 来歴
ニュージャージー州エセックス郡リビングストン生まれで、プリンストン大学出身。学生時代にインターンとしてクリーブランド・インディアンスのフロントに入ると、編成部門の主任等の職を歴任し、2010年オフにはGM補佐に就任する。
2014年にはサンディエゴ・パドレスのGM職の面接を受けるも、落選した。
その後、2015年シーズン終了後よりインディアンスの編成統括責任者となったクリス・アントネッティの後任GMとなった。